# Via dei Fori Imperiali
Via do Fórum Imperial (em italiano: Via dei Fori Imperiali) é uma avenida de Roma, construída por Benito Mussolini para que houvesse uma ligação entre a Piazza Venezia e o Coliseu.